# Viljem Ogrinc
Viljem Ogrinc, slovenski pravnik in pisec člankov o astronomiji, * 27. april 1845, Trebnje, † 22. maj 1883, Ljubljana.

## Življenje in delo
Gimnazijo je začel obiskovati 1855 v Ljubljani ter jo nadaljeval v Novem mestu kjer je 1863 maturiral. Študij prava je končal na Dunaju, ter po diplomi 1867 nastopil službo praktikanta pri sodišču v Novem mestu. Leta 1868 je na Dunaju doktoriral in maja istega leta v Gradcu napravil sodniški izpit, bil aprila 1870 imenovan za sodnega adjunkta v Slovenj Gradcu, oktobra 1876 v Celju, maja 1878 za okrajnega sodnika v Metliki, kjer je  1880 zbolel za tuberkulozo ter bil od aprila 1881 večinoma na dopustu v Kranju, Gleichenbergu in Ljubljani.
Ker je bil vzgojen v nemškem duhu kot dijak gimnazije v Ljubljani ni obiskoval slovenščine, slovensko narodno zavest so mu vzbudili šele profesorji-frančiškani v Novem mestu. Že kot  osmošolec je začel v Novicah objavljati poljudno-znanstvene razprave iz astronomije: Nekaj o luni (1863), O utrinkih (1863), Nekaj o solncu (1864), Šauperlovim po raznih nemških virih nekritično prikrojenim člankom Potovanje po nebu je dodal nekatere opombe in popravke (1865) ter opozoril na par terminoloških netočnosti v Jesenkovi Zemljepisni začetnici (1865).  Njegov astronomski Kratek popis zemlje (Čitavnica, 1866) je zaradi ukinitve revije izšel le v prvih poglavjih. Po odhodu iz Novega mesta je prenehal objavljati članke o astronomiji in se popolnoma posvetil sodniškemu delu. 